# Моара Ноуа (Прахова)
Моара Ноуа (рум. Moara Nouă) насеље је у Румунији у округу Прахова у општини Берчени. Oпштина се налази на надморској висини од 137 m.

## Становништво
Према подацима из 2002. године у насељу је живело 957 становника, од којих су сви румунске националности.